# Lucky (Louisiana)
Lucky és una població dels Estats Units a l'estat de Louisiana. Segons el cens del 2000 tenia 355 habitants.

## Demografia
Segons el cens del 2000, Lucky tenia 355 habitants, 123 habitatges, i 83 famílies. La densitat de població era de 16,7 habitants/km².
Dels 123 habitatges en un 39% hi vivien nens de menys de 18 anys, en un 38,2% hi vivien parelles casades, en un 26% dones solteres, i en un 32,5% no eren unitats familiars. En el 30,1% dels habitatges hi vivien persones soles el 10,6% de les quals corresponia a persones de 65 anys o més que vivien soles. El nombre mitjà de persones vivint en cada habitatge era de 2,89 i el nombre mitjà de persones que vivien en cada família era de 3,63.
Per edats la població es repartia de la següent manera: un 36,1% tenia menys de 18 anys, un 9,3% entre 18 i 24, un 25,4% entre 25 i 44, un 16,9% de 45 a 60 i un 12,4% 65 anys o més.
L'edat mediana era de 30 anys. Per cada 100 dones de 18 o més anys hi havia 86,1 homes.
La renda mediana per habitatge era de 15.625 $ i la renda mediana per família de 17.500 $. Els homes tenien una renda mediana de 27.212 $ mentre que les dones 13.594 $. La renda per capita de la població era de 7.058 $. Entorn del 40,5% de les famílies i el 51,2% de la població estaven per davall del llindar de pobresa.

## Poblacions més properes
El següent diagrama mostra les poblacions més properes.